# Holotrichia bombycina
Holotrichia bombycina är en skalbaggsart som beskrevs av Brenske 1892. Holotrichia bombycina ingår i släktet Holotrichia och familjen Melolonthidae. Inga underarter finns listade i Catalogue of Life.